# Довгий, Олег Иванович
Олег Иванович Довгий (6 января 1993 — 31 января 2015) — украинский военный деятель, лейтенант. Участник Вооружённого конфликта на востоке Украины. Герой Украины (2018, посмертно).

## Биография
Олег Довгий родился 6 января 1993 года в селе Щуровцы (Хмельницкая область). Окончил девять классов в средней школе в Щуровцах в 2008 году, после чего перешёл в школу в селе Клубовка, в которой окончил 11-й класс в 2010 году.
С того же года служил в ВСУ, а затем в июле поступил на учёбу на факультет аэромобильных войск и разведки в Академию сухопутных войск имени гетмана Петра Сагайдачного. В 2012 году перевёлся в Военную академию в Одессу, которую окончил в 2014 году.
Участвовал в АТО. Позывной «Физрук». Погиб 31 января 2015 года от снайперской пули близ населенного пункта Чернухино. 26 февраля 2015 года был похоронен на кладбище в Щуровцах.
30 июля 2015 года на здании школы в Щуровцах в которой учился Довгий была установлена мемориальная табличка.

## Награды
- Звание Герой Украины с вручением ордена «Золотая Звезда» (23 августа 2018, посмертно) — «за личное мужество, героизм и самопожертвование, проявленные при защите государственного суверенитета и территориальной целостности Украины, верность военной присяге» (укр. за особисту мужність, героїзм і самопожертву, виявлені у захисті державного суверенітету та територіальної цілісності України, вірність військовій присязі)[1][2].